# Wilhelm-Niessen-Straße 5 (Mönchengladbach)

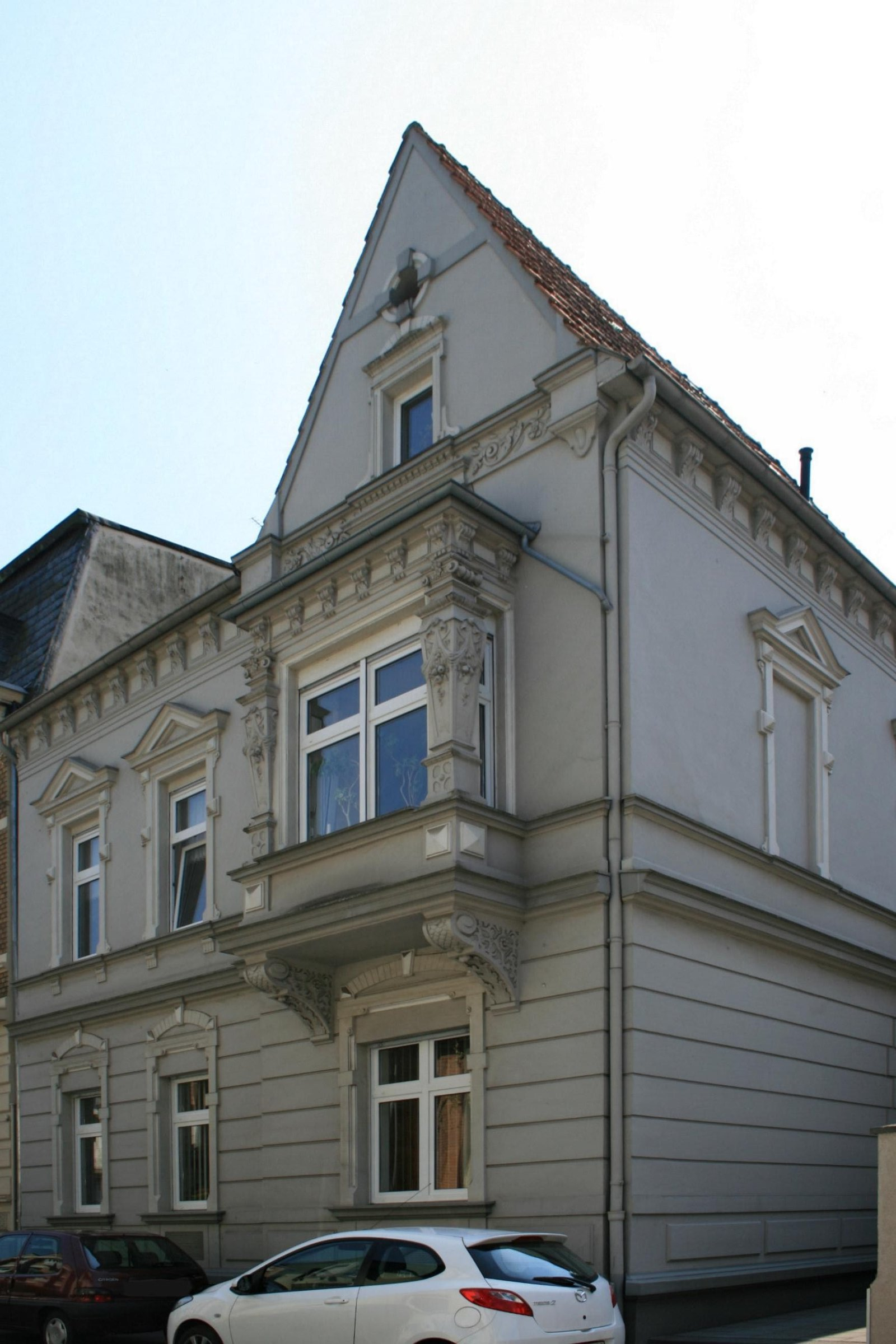
Wohnhaus (2010)

Das Wohnhaus Wilhelm-Niessen-Straße 5 steht im Stadtteil Odenkirchen in Mönchengladbach (Nordrhein-Westfalen). 
Das Gebäude wurde um 1900 erbaut und unter Nr. W 0 am 3. Juni 1993 in die Denkmalliste der Stadt Mönchengladbach eingetragen.

## Architektur
Bei dem Bau handelt es sich um ein traufständiges, zweigeschossiges, dreiachsiges Wohnhaus unter einem Satteldach mit dreiseitigem Erker in der rechten Achse und Zwerchgiebel aus dem Jahre 1899. Das Gebäude ist aus städtebaulichen Gründen als Baudenkmal schützenswert.